# كاستيلبيلينو
كاستيلبيلينو هي (بلدية) في مقاطعة أنكونا في منطقة ماركي الإيطالية تقع على بعد حوالي 35 كيلومتر (22 ميل) جنوب غرب أنكونا
تقع كاستيلبيلينو على حدود البلديات التالية: Jesi Maiolati Spontini مونتي روبرتو

## روابط خارجية
- الموقع الرسمي